# Pterogobius
Pterogobius is een geslacht van straalvinnige vissen uit de familie van grondels (Gobiidae).

## Soorten
- Pterogobius elapoides (Günther, 1872)
- Pterogobius virgo (Temminck & Schlegel, 1845)
- Pterogobius zacalles Jordan & Snyder, 1901
- Pterogobius zonoleucus Jordan & Snyder, 1901